# Gouvernement Aphaiwong III
Thaïlande
18e cabinet
(Thawan Thamrongnawasawat II) 20e cabinet
(Khuang Aphaiwong IV)
Le troisième gouvernement Khuang Aphaiwong (thaï : คณะรัฐมนตรีควง อภัยวงศ์ 3) est le dix-neuvième gouvernement de la Thaïlande entre le 11 novembre 1947 et le 21 février 1948.
Il est de nouveau dirigé par Khuang Aphaiwong, ancien Premier ministre de 1944 à 1945 et brièvement en 1946, et fait suite à la décision du Conseil militaire national (th), junte militaire à l'origine du coup d'État du 8 novembre 1947, de nommer celui-ci à la tête du gouvernement.
Nommé le 10 novembre, son gouvernement est nommé le jour suivant.

## Composition
- Par rapport au gouvernement précédent, les nouveaux ministres sont indiqués en gras.

### Premier ministre
| Fonction                                   | Nom              |
| ------------------------------------------ | ---------------- |
| Premier ministre Ministre de l'Agriculture | Khuang Aphaiwong |

### Ministres
| Fonction                         | Nom                                 |
| -------------------------------- | ----------------------------------- |
| Ministre des Finances            | Wiwattanachai Chaiyan               |
| Ministre des Affaires étrangères | Tianliang Huntrakul                 |
| Ministre de la Santé publique    | Prachuap Bunnag                     |
| Ministre de la Défense           | Suk Chatnakrob                      |
| Ministre des Transports          | Muni Mahasantana Wechayantrangsarit |
| Ministre du Commerce             | Detch Sanitwong                     |
| Ministre de l'Intérieur          | Chit Mansin Sinadyotharak           |
| Ministre de la Justice           | Seni Pramot                         |
| Ministre de l'Éducation          | Luan Sarapaiwanich                  |
| Ministre de l'Industrie          | Bung Supachalasai                   |
| Ministre sans portefeuille       | Khuek-rit Pramot                    |
| Ministre sans portefeuille       | Thongdee Suwannapruek               |
| Ministre sans portefeuille       | Srisena Sombatsiri                  |
| Ministre sans portefeuille       | Somthawin Thepakam                  |

### Vice-ministres
- Vice-ministre de la Santé publique : Lek Sumit
- Vice-ministre de la Défense : Nom Ketnuti
- Vice-ministre des Transports : Udom Sanitwong
- Vice-ministre de l'Intérieur : Sitthi Junnanon
- Vice-ministre de l'Industrie : Chom Jarurat

## Évolution
Le 18 novembre 1947, Khuang Aphaiwong démissionne de son poste de ministre de l'Agriculture, et est remplacé par Sittiporn Kridakorn,.
Le 4 décembre 1947, Yai Sawitchai et So Sethabut sont nommés ministres sans portefeuille.

## Fin du gouvernement
Le gouvernement prend fin à la suite d'élections législatives organisées le 29 janvier 1948, conformément à la Constitution provisoire de 1947. à Le Parti démocrate remporte la majorité des sièges élus (53 sur 99) et, par cette majorité, Khuang Aphaiwong, Premier ministre sortant, est ainsi reconduit à la tête du gouvernement.